# Mineria urbana
La mineria urbana o mineria d'abocadors és el procés d'explotació de residus per extreure'n primeres matèries o energia. En reutilitzar els materials ja extrets, es pot limitar l'explotació de noves mines verges i la destrucció del medi ambient que impliquen. Per certes primeres matèries i sobretot per a terres rares podria esdevenir la principal font de proveïment. El terme va ser encunyat pel catedràtic Hideo Nanjyo de la Universitat de Tohoku al Japó en la dècada de 1980. Per una inèrcia i resistència al canvi, quantitats de minerals crítics es perden al medi ambient per falta de polítiques i una indústria que prefereix obrir noves mines.
Al peu de l'escala del reciclatge es troben sovint treballadors informals, que recullen ferralla sense tenir un estatut regular i dels quals el treball és subvalorat.

## Exemples
Una tona de residus electrònics (RAEE) de telèfons mòbils conté una mitjana de 300 grams d'or. Pot semblar poc, però la World Gold Council (associació mundial de l'or) classifica les mines subterrànies tradicionals com d'alta qualitat quan la ganga conté entre vuit i deu grams d'or per tona. No hi ha cap mina que atenyi el grau de les deixalles electròniques. La mina Fire Creek Mine a Battle Mountain a l'estat de Nevada dels Estats Units, considerada la millor del món, ateny uns mers 44,1 grams d'or per tona de ganga, o sigui, el 0,000044%.
Una altra font són les aigües residuals. Sense tractar, el seu alt contingut en fòsfor contribueix a l'eutrofització de les aigües de superfície, tot i que el fòsfor, d'altra banda, és un material crític. Es desenvolupen processos tecnològics per extraure la matèria orgànica de l'aigua residual amb menys costos i convertir-la en biogàs, recuperar el fòsfor com a fertilitzant i obtenir aigua apta per a l’agricultura o per a usos industrials.
L'aire de l'ambient i encara més les emissions amb concentracions altes de CO₂ de les indústries que cremen combustibles fòssils poden ser una font de primeres matèries per a la indústria química, com per exemple per extreure'n el carboni.